# 콥스 힐 묘지

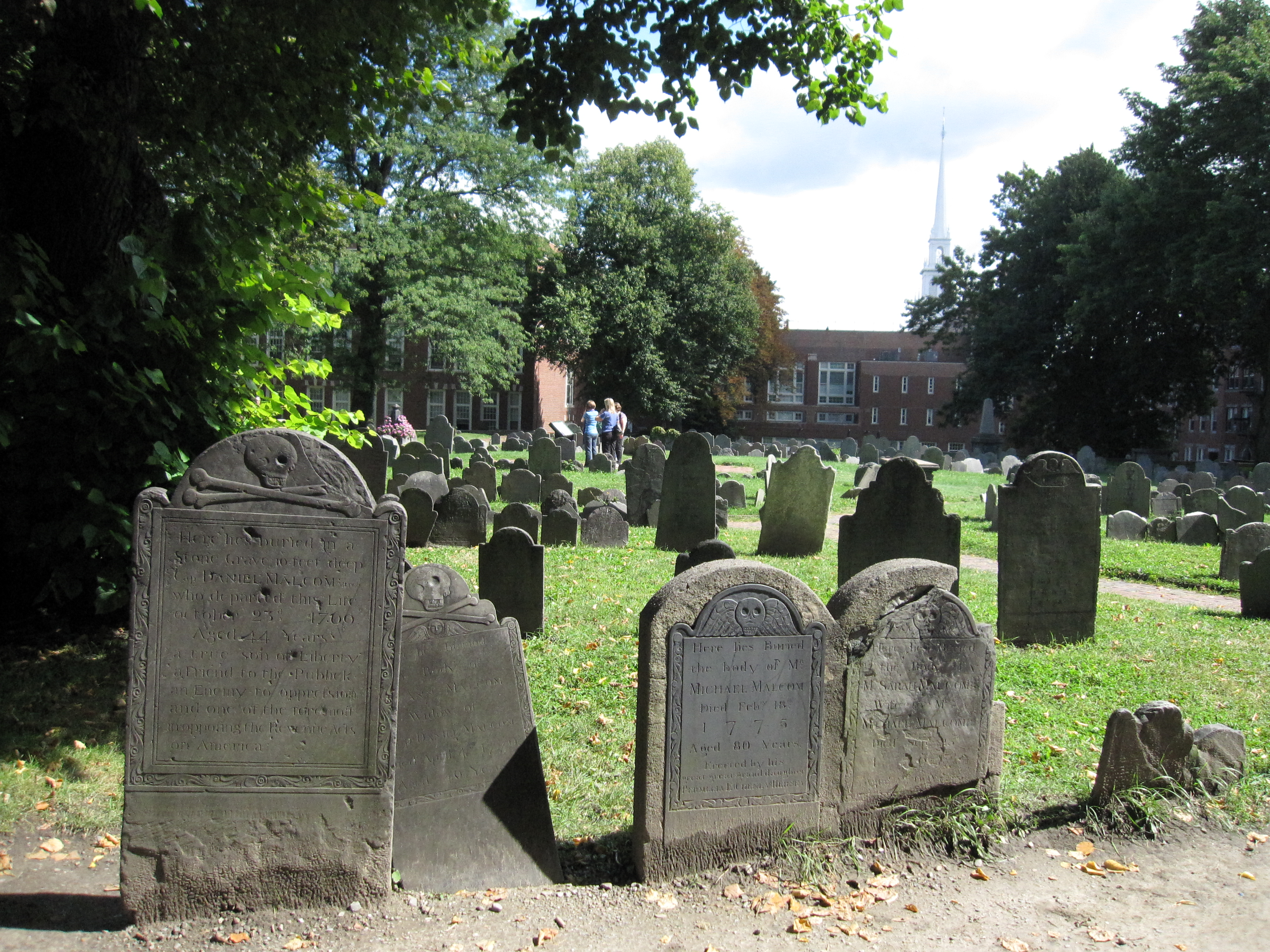
콥스 힐 묘지

콥스 힐 묘지(Copp's Hill Burying Ground)는 보스턴에서 두 번째로 만들어진 묘지로, 영국군이 침공했을 때 랜턴을 통해 알렸던 로버트 뉴먼을 비롯한 많은 사람들이 묻혀있다.